# República de La Boca
República de La Boca es la denominación de varias asociaciones civiles culturales y recreativas que históricamente tuvieron como sede el barrio de La Boca de la Ciudad Autónoma de Buenos Aires. Se conocían como micronaciones con un fin social y de entretenimiento. Al igual que otras similares, sus miembros (“ciudadanos”) utilizaban títulos rimbombantes y recibían “honores” ficticios. Tenían un “gobierno” que emulaba al de un verdadero Estado.

## La República Independiente de La Boca
La República Independiente de La Boca fue una organización casi legendaria de ciudadanos de origen italiano en el barrio porteño de La Boca.
Hay por lo menos tres versiones[cita requerida] sobre los orígenes de la República Independiente de La Boca.
De acuerdo a Ignacio Weiss en su libro “Gauchos, gesuiti, genovesi”,[cita requerida] en 1876 un grupo de vecinos de La Boca habría iniciado un movimiento separatista de carácter político-electoral para reclamar la autonomía administrativa del barrio (que entonces dependía municipalmente del Concejo Deliberante y electoralmente del Colegio de San Telmo). A este grupo se habría unido otra agrupación más drástica que se proponía convertir al barrio en República Independiente a fin de que los “ciudadanos” no se entrometieran en los asuntos boquenses.
Se dice[¿quién?] que Julio A. Roca se habría apersonado en el lugar y abortado el conflicto.[cita requerida] Dadas las fechas, es imposible que lo hiciera en condición de presidente, ya que ese cargo estaba a la sazón en manos de Nicolás Avellaneda; sí, en cambio, podría haberlo hecho como Ministro de Guerra de la Nación. 
Por otra parte, Rubén Granara Insúa, en “La República de La Boca”,[cita requerida] cita una crónica publicada en 1904 en la revista porteña Caras y Caretas por el periodista Blas Vidal, quien atribuye el origen de esta República a “un comité de defensa del barrio”. Este comité habría quedado “desbaratado por la intervención de un grupo de italianos que quisieron torcer en otros sentidos los verdaderos motivos de la primera reunión, deseosos de que La Boca fuera una especie de sucursal de la Bella Italia en el Río de la Plata”.[cita requerida] Asimismo, Vidal no menciona a Julio A. Roca, sino al caudillo boquense Pepe Fernández como artífice de la solución del conflicto.
La Boca conquistó su propia jurisdicción y quedó legalmente separada de Barracas y de San Telmo en agosto de 1870, lo que también echa un manto de duda sobre las versiones anteriores.[cita requerida]
La versión más difundida[¿por quién?] habla de un conflicto laboral en 1882 que habría desembocado en una prolongada huelga y dado pie a que un grupo de extremistas genoveses declararan la República Independiente de La Boca y pusieran este movimiento separatista en conocimiento del Rey de Italia, Humberto I de Saboya.[cita requerida]
Tomando como modelo a la República de San Marino, habrían izado incluso su propia bandera, que superponía a la superficie albiceleste el escudo con la cruz blanca de la Casa de Saboya y estaba coronada por un gorro frigio, que posiblemente simbolizara el republicanismo del flamante “Estado”. Todo habría quedado en la nada cuando Roca, entonces presidente, habría acudido al lugar con el ejército, bajando la bandera izada por los separatistas.[cita requerida]
La declaración de una República Independiente de La Boca no figura en los diarios ni en los registros policiales de la época. Tampoco el gobierno italiano parece haber recibido ninguna comunicación oficial del grupo de fieles genoveses. Probablemente el imaginario haya magnificado uno de los habituales conflictos que surgían por ese entonces en el barrio.
Es cierto que fueron mayormente los inmigrantes italianos quienes poblaron la anegadiza región en la que desembocaban las aguas del Río Matanza-Riachuelo en el Río de la Plata. Entre 1830 y 1852 comenzó el establecimiento de familias genovesas, paralelamente a la construcción de astilleros navales y almacenes.[cita requerida]
La emigración italiana anterior a 1860 fue preponderantemente política. En general se trataba de simpatizantes de movimientos revolucionarios fracasados que huían en busca de protección y libertad. Fueron sobre todo ellos los que difundieron ideas liberales en La Boca. Las logias, las sociedades secretas, los carbonarios y el “garibaldismo” tuvieron asiento en La Boca.[cita requerida]

## La I República de La Boca
En 1907, parte de la elite boquense decidió fundar la República de La Boca. Era un grupo muy divertido y también muy crítico, conocido principalmente de 1904 a 1906 como “los contreras de Quintana”, que criticaba las actitudes del Presidente Manuel Quintana desde un periódico llamado "Quiquiriquí".[cita requerida] Fue durante su gobierno cuando más se reprimió a los obreros y por eso en La Boca ese apellido era sinónimo de represión y de todo lo desagradable.[cita requerida]
La I República de La Boca se constituyó el 13 de diciembre de 1907 y tuvo como presidente a Roberto T. Hosking.[cita requerida] Su escudo era una herradura (símbolo de buena suerte), en cuyo interior se veía una mano haciendo los cuernos (“contra la jettatura”).[cita requerida]
Las leyes promulgadas por este “gobierno” fueron curiosas. Había normas que exigían la aplicación de un impuesto a los solteros,u la expulsión de extranjeros procedentes de Barracas, Constitución o del Centro y el apoyo al movimiento feminista iniciado al otro lado de la “frontera”, en la Capital Federal. También regía la Ley del Canuto, que era una especie de caño hueco por donde soplaba el presidente para hacer salir los decretos.[cita requerida]

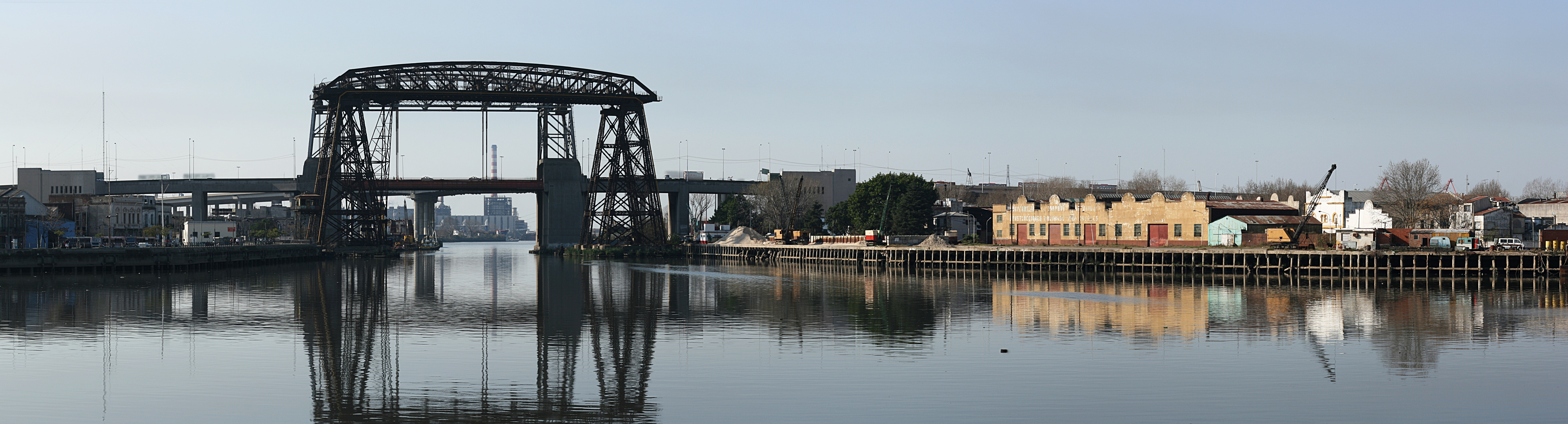
Puente Nicolás Avellaneda e Isla Maciel.

Organizaban eventos festivos, como las reuniones en la Isla Maciel, un apéndice de La Boca. Esas reuniones tenían un aspecto musical y las partituras ejecutadas por los músicos y autores de la época eran todas de nombres curiosos. Estas fiestas se siguieron realizando a lo largo de varios años, hasta que todo quedó en el olvido. No se sabe si aquella I República de La Boca terminó voluntariamente o cayó en el olvido.[cita requerida]

### Primer gabinete
| Cargo                                      | Nombre               |
| ------------------------------------------ | -------------------- |
| Presidente                                 | Roberto T. Hosking   |
| Ministro del Interior                      | José Nolla           |
| Ministro de Relaciones Exteriores y Culto  | Juan B. Tito         |
| Ministro de Hacienda                       | Adolfo L. Fasce      |
| Ministro de Justicia e Instrucción Pública | Nicolás L. Vlahovich |
| Ministro de Obras Públicas                 | Andrés Costa         |
| Ministro de Guerra y Marina                | Bartolomé Saccone    |
| Ministro de Agricultura                    | Gentil J. Pasano     |

## La II República de La Boca
En 1923 el pintor Benito Quinquela Martín decidió refundar la República de La Boca. José Víctor Molina fue elegido Presidente Dictador de esta II República de La Boca, en el que participaron entre otros boquenses ilustres como Juan de Dios Filiberto, Bartolomé Gustavino, el poeta Bartolomé Botto, los vecinos Amadeo Cichero y el joyero Rogelio Bianchi, todos investidos de rimbombantes títulos nobiliarios y engalanados con estrafalarios atuendos.[cita requerida]
Organizaron imponentes desfiles callejeros y grandes fiestas en las que participaba toda la gente de La Boca e incluso algunas figuras internacionales. En los primeros tiempos, el escenario era un famoso restaurante llamado “El Pescadito”, pero desde que en 1932 se inauguró el Rancho Banchero, las fiestas pasaron a celebrarse en el local dirigido por don Juan Banchero, quien pasó a ser integrante de la II República de La Boca como Emperador de la Fugazza.[cita requerida]
A su local, denominado “Casa de los Artistas”, concurría el mundo artístico de ese tiempo, que venía incluso de otros barrios para comer la célebre fugazza con queso y el fainá, ya que todavía no había aparecido la pizza originaria del sur de Italia.[cita requerida]
Tras el fallecimiento de Molina en 1960, lo sucedió como Presidente el escribano Victoriano Caffarena. Este gobierno decidió seguir adelante, pese al alejamiento de Benito Quinquela Martín, quien se separó y creó la “Orden del Tornillo”. Las reuniones continuaron con entusiasmo y dedicación pero, con el tiempo, todo fue palideciendo hasta quedar apagado un último grupo muy pequeño que se reunía de vez en cuando, tras el fallecimiento de Caffarena en 1972. Quedó como custodio de dicha República el destacado vecino don Federico Cichero.[cita requerida]

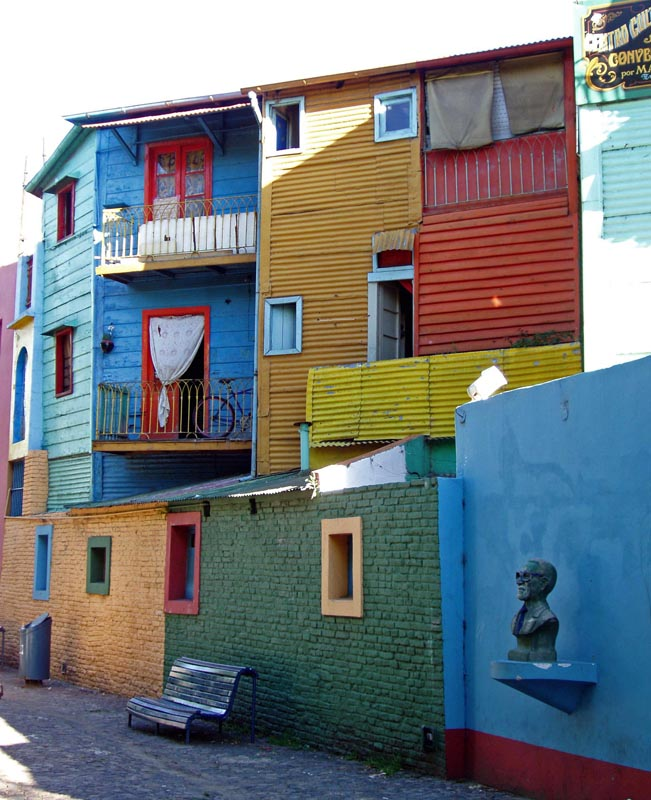
Calle Caminito.

### Primer gabinete
| Cargo                                            | Nombre                         |
| ------------------------------------------------ | ------------------------------ |
| Presidente Dictador                              | José Víctor Molina             |
| Consejo Supremo                                  |                                |
| Ministro de Asuntos Internos                     | Dr. Juan Desimone              |
| Gran Almirante                                   | Benito Quinquela Martín        |
| Gran Secretario General                          | Antonio Vespucio Liberti       |
| Archiduque de la Maestranza y el Arbolito        | Escribano Agustín R. Caffarena |
| Príncipe del Bisturí                             | Dr. Alejandro Parada           |
| Director de Banda y Orquesta                     | Alfonso Gagliano               |
| Mayordomo Oficial de la Caballeriza Presidencial | Amadeo Cichero                 |
| Príncipe del Aire                                | Mayor Eduardo Olivero          |
| Directora del Museo de Bellas Artes de La Boca   | Catalina Mortola de Bianchi    |
| Intendente del Municipio                         | Francisco Casinelli            |
| Emperador de la Fugazza                          | Juan Banchero (desde 1932)     |

## La III República de La Boca (1986-2022)
La III República de La Boca se fundó el 25 de julio de 1986 por iniciativa del entonces presidente del Seminario y Archivo de Historia de La Boca del Riachuelo Rubén Granara Insúa, en el local del periódico “Versiones de La Boca”, dirigido por Roberto Álvarez.[cita requerida] El lanzamiento se hizo el 20 de septiembre de 1986 con todo el equipo de ministros, de gentiluomo y gentildonne y de cavalieri. Hubo un desfile con una banda de música que recorrió las calles en dirección al Rancho Banchero, que quedó chico ante la multitud que esperaba a la comitiva. Ante grandes personalidades como el historiador Enrique de Gandia y el profesor de la Universidad de Venecia, Meo Zilio, se entregaron las condecoraciones (medallas y cadenas de distintos colores según el rango) al cuerpo íntegro de la III República de La Boca, mientras que una orquesta típica ejecutaba el himno de La Boca, el célebre tango Caminito.
La III República de La Boca se rigió por una Carta Magna en donde se establecían sus órganos de gobierno encabezados por un presidente vitalicio, 25 ministros, 3 gobernadores, y 6 embajadores y 66 gentiluomo y gentildonne, entre otros cargos. Allí se fijaron los principios, fines y objetivos y asimismo se designó al Seminario y Archivo de Historia de La Boca del Riachuelo y al Instituto de la Lengua Genovesa y Estudios Lígures como entidades regentes de la República, con la facultad de elegir a las autoridades de la misma.
El principal objetivo de la III República de La Boca era conservar la memoria del barrio y crear el Museo Histórico de La Boca. El 21 de agosto de 1987, se creó la Fundación Museo Histórico de La Boca con el fin de adquirir el edificio del antiguo Nuevo Banco Italiano, que iba a ser demolido para construir una serie de edificios.[cita requerida] Allí se estableció la sede de la República de La Boca y de la Fundación Museo Histórico de La Boca, entidad que se erigió como nueva regente de la República.

### Primer gabinete
| Cargo                                                                        | Nombre                           |
| ---------------------------------------------------------------------------- | -------------------------------- |
| Presidente Vitalicio, Capo Generale Gran Maestro de la Orden de la República | Rubén Granara Insúa              |
| Vicepresidente                                                               | Néstor Jorge Godo                |
| Primer ministro                                                              | Tito Banchero                    |
| Ministro de Prensa y Difusión                                                | Roberto H. Álvarez               |
| Ministro de Finanzas                                                         | Jorge José Luis Gnecco Brau      |
| Ministro de la Marina del Riachuelo                                          | José Mercurio                    |
| Ministro de Cultura Literaria                                                | Héctor Miguel Angeli             |
| Ministro de Salud Pública y Privada                                          | Miguel Vayo                      |
| Ministro de Bellas Artes                                                     | Francisco “Pepe” Venziano        |
| Ministro de Gastronomía                                                      | Emy de Molina                    |
| Ministro de Urbanismo                                                        | Eduardo J. Bucich                |
| Ministro de Bienestar Social                                                 | Norberto Todesca                 |
| Ministro de Relaciones Culturales                                            | Pastor Daniel Monti              |
| Ministro de Juegos Olímpicos                                                 | Pablo Abbatángelo                |
| Ministro de Seguridad Republicana                                            | Juan Carlos Kehiayán             |
| Directora del Museo de Bellas Artes de La Boca                               | Catalina Mortola de Bianchi      |
| Prefecto General                                                             | Antonio Sette                    |
| Procuradora General                                                          | Nelly María Massa                |
| Escribana Mayor                                                              | María Josefina Vallarino         |
| Gobernadores                                                                 |                                  |
| Gobernador de la Vuelta de Rocha                                             | Ángel Carrega                    |
| Gobernador de Catalinas Sur                                                  | Juan Carlos Manoukián            |
| Gobernadora de la Isla Maciel                                                | Zulma Guezala de Argentino Valle |

## La III República de La Boca (2022-2028)
El 22 de mayo de 2022, y luego de casi cuatro décadas como Presidente Vitalicio de La III República de La Boca, falleció Rubén Granara Insúa, su fundador. Granara Insúa había creado la Fundación Museo Histórico de La Boca en el año 1988 donde ejercía la presidencia, y desde allí gestionaba toda la labor de la República. 
El 15 de julio de 2022, el Consejo de Administración de la Fundación Museo Histórico de La Boca resolvió designar al Dr. Martin Esteban Scotto como nuevo presidente de la Fundación, y éste, inició el proceso de elección del nuevo presidente de la República de La Boca. El 20 de septiembre de 2022, el Consejo de Administración de La Fundación Museo Histórico de La Boca resolvió, en su carácter de entidad regente de la República, declarar cumplidos todos los mandatos de las autoridades que aún se encontraban con vida, en virtud del fallecimiento de su Presidente Rubén Granara Insua, y proceder a la elección de la totalidad de sus integrantes. Asimismo, se resolvió que las nuevas autoridades dejasen de ser vitalicias y tuvieran mandato por 6 años, y se declaró al castellano, italiano y genovés como idiomas oficiales de la República, entre otras cosas.
En un masivo acto realizado el 19 de noviembre de 2022 en el Palacio del Museo Histórico de La Boca, el presidente de la Fundación Museo Histórico de La Boca Martin Scotto le tomó juramento al nuevo Presidente de la III República de La Boca Pablo Abbatángelo, quien juró por los próceres boquenses "Benito Quinquela Martín, Juan de Dios Filiberto, Victoriano Toto Caffarena, Antonio Bucich y Rubén Granara Insúa". 
Las nuevas autoridades de la República de La Boca quedaron integradas por:

### Segundo gabinete
| Cargo                                                              | Nombre                         |
| ------------------------------------------------------------------ | ------------------------------ |
| Presidente, Capo Generale Gran Maestro de la Orden de la República | Pablo Abbatángelo              |
| Vicepresidente primera                                             | Juana Merello                  |
| Vicepresidente segundo                                             | Antonio Tucci                  |
| Primer ministro                                                    | Martín Esteban Scotto          |
| Ministro de Finanzas y del Tesoro                                  | Rafael Di Palma                |
| Ministro de Relaciones Institucionales                             | Sergio Elías Zillo             |
| Ministro de las Artes                                              | Andrés Bestard Maggio          |
| Ministra de Ambiente                                               | Silvana Canziani               |
| Ministro de Seguridad                                              | Jorge Scandura                 |
| Ministro de Guerra                                                 | Marcelo Fantuzzi               |
| Ministro de Juventud                                               | Ignacio Tczick Barone          |
| Ministro de Seguridad Ignífuga                                     | Carlos Milanesi                |
| Ministro de Cultura                                                | Víctor Fernández               |
| Ministro de Imprenta, Sellos y Papel Moneda                        | José Pedro Cafiero             |
| Ministro de Espectáculos y Fiestas Populares                       | Juan Carlos Kehiayán           |
| Ministro de Arqueología                                            | Marcelo Weissel                |
| Ministro de Desarrollo Urbano                                      | Eduardo Bucich                 |
| Ministro de Radiodifusión                                          | Roque Vega                     |
| Ministra de Instrucción Pública                                    | Cecilia Parada                 |
| Ministra de Inspiración Literaria                                  | Beatriz Allocatti              |
| Ministra de Galerías de Arte                                       | Eugenia Cincioni               |
| Ministro de Deportes y Juegos Olímpicos                            | Eduardo Maggiolo               |
| Ministro de Artes Audiovisuales                                    | Juan Bautista Stagnaro         |
| Ministro de los Conventillos de Chapa                              | Marjam Grum                    |
| Ministro de Orfebrería                                             | Juan Carlos Pallarols          |
| Ministro Vocero de la República                                    | Jorge Formento                 |
| Ministra Porta Estandarte                                          | Norma "Titina" Napoli de Zurdo |
| Ministro de las Pulperías y Bodegones                              | Leandro Hipólito Vesco         |
| Ministra Emperatriz de la Fugazza con Queso                        | Mabel Banchero                 |
| Ministro de la Escultura Boquense                                  | Carlos Semino                  |
| Escribana Mayor                                                    | María Elena Vallarino          |
| Embajadores                                                        |                                |
| Embajador ante la República de Génova y la Liguria                 | Luca Sessarego                 |
| Embajador ante la República Italiana                               | Pablo Banchero                 |